# Federico Moccia

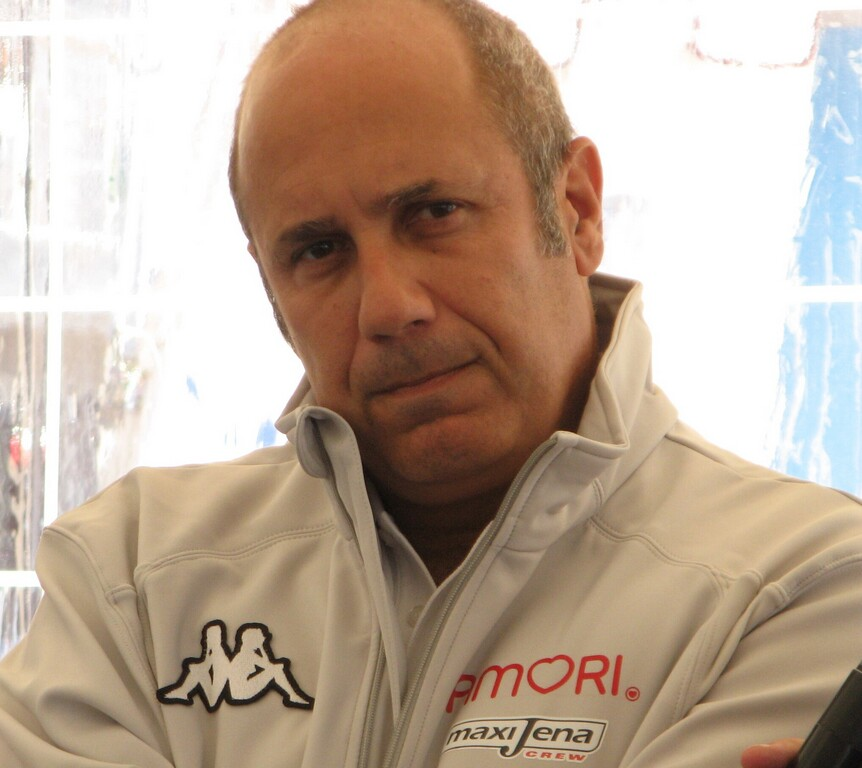
Federico Moccia

Federico Moccia (n. 20 iulie 1963) este un scriitor și regizor italian.
Este cunoscut în special pentru romanul Trei metri deasupra cerului, care a fost ecranizat în filmele:
- Trei metri deasupra cerului (film din 2004);
- Trei metri deasupra cerului (film din 2010).

## Scrieri
- 1992: Tre metri sopra il cielo ("Trei metri deasupra cerului");
- 2006: Ho voglia di te ("Am nevoie de tine");
- 2007: Scusa ma ti chiamo amore
- 2007: Cercasi Niki disperatamente;
- 2008: Amore;
- 2009: Scusa ma ti voglio sposare.